# Benjamin List
Benjamin List (* 11. ledna 1968, Frankfurt nad Mohanem) je německý chemik. Je spoluvynálezcem nového typu organokatalýzy, která využívá nekovové a neenzymové katalyzátory. Tato tzv. asymetrická organokatalýza je zvláště důležitá u bioaktivních organických sloučenin, kde nelze pominout chiralitu, tedy například při výrobě léčiv. Tu činí méně škodlivou pro životní prostředí. Za to v roce 2021 List získal Nobelovu cenu za chemii, spolu s Davidem MacMillanem.

## Život
Narodil se ve středostavovské rodině s velkou vědeckou tradicí - jeho teta Christiane Nüssleinová-Volhardová je nositelkou Nobelovy ceny za fyziologii a lékařství z roku 1995, k jeho předkům patřil i chemik Jacob Volhard, spoluobjevitel Volhardovy–Erdmannovy cyklizace. Vystudoval chemii na Svobodné univerzitě v Berlíně, absolvoval roku 1993. Doktorát získal na Goethově univerzitě ve Frankfurtu v roce 1997. Poté pracoval jako ve Scripps Research Institute Department of Molecular Biology v La Jolla, v USA, nejprve jako výzkumný pracovník (1997–1998) a poté jako odborný asistent (1999–2003). Právě zde objevil možnost použití aminokyseliny prolinu jako účinného chirálního katalyzátoru. V roce 2003 se vrátil do Německa, aby se stal vedoucím skupiny pro výzkum uhlí v Institutu Maxe Plancka. Od roku 2005 vedl oddělení homogenní katalýzy. V letech 2012 až 2014 působil jako ředitel celého ústavu. Od roku 2004 zastává na částečný úvazek pozici čestného profesora organické chemie na univerzitě v Kolíně nad Rýnem. Od roku 2018 je také hlavním výzkumníkem v Institutu pro navrhování a objevování chemických reakcí na Hokkaidské univerzitě. Je též šéfredaktorem vědeckého časopisu Synlett.